# Hans Treyer
Hans Treyer, auch Hans Träyer, (* vor 1500 in Lausen; † 8. Juli 1529 in Bern) war ein Schweizer Täufer.

## Leben
Hans Treyer war als Schreiner tätig und gehörte, gemeinsam mit Hans Hausmann (auch Hans Seckler), zu der Gruppe der Basler Täufer, die ab 1527 das Täufertum nach Bern brachten. Nachdem er dort festgenommen und ausgewiesen worden war, predigte er im Raum Biel.
Am 22. Januar 1528 nahm er unter anderem mit Jörg Blaurock und Hans Pfistermeyer aufseiten der Täufer an einem Gespräch mit reformierten Berner Theologen teil.
Seit Anfang 1529 war er wieder in Bern aktiv und im Mai 1529 wurde er erneut verhaftet und gemeinsam mit Hans Hausmann sowie dem Aarauer Heini Seiler verhört und am 8. Juli 1529 zum Tode verurteilt und beim Blutturm ertränkt.
siehe auch: Geschichte des bernischen Täufertums